# Козимо III де Медичи
Вижте пояснителната страница за други личности с името Козимо де Медичи.
Кòзимо III де Мèдичи (на италиански: Cosimo III. de’ Medici; * 14 август 1642, Флоренция, Велико херцогство Тоскана; † 31 октомври 1723, пак там) от фамилията Медичи, е от 1670 до 1723 г. велик херцог на Тоскана. Той е предпоследният велик херцог от Дом Медичи.
Неговото управление, най-дългото в историята на Тоскана, се характеризира с рязък политически и икономически упадък, кампании за преследване на евреите и на всеки, който не се съобразява със стриктния католически морал.
Той се жени чрез пълномощник на 18 април 1661 г. за Маргарита Луиза Орлеанска, братовчедка на краля на Франция Луи XIV. Неговият брак е смятан за един от най-лошите бракове в историята на Медичите: голямото различие от характерите кара Маргарита Луиза първо да откаже каквато и да е форма на съжителство с него и впоследствие да се върне във Франция. Двойката обаче има три деца: Фердинандо, Анна Мария Луиза и Джан Гастоне.
В последните си години Козимо III, изправен пред конкретния риск от изчезване на собственото си семейство, се опитва да посочи дъщеря си Анна Мария Луиза като своя универсална наследница, но император Карл VI Хабсбургски не го позволява. След смъртта си е наследен от сина си Джан Гастоне.

## Произход
Той е най-големият жив син и наследник на Фердинандо II де Медичи (* 1610 † 1670), Велик херцог на Тоскана (1621 – 1670), и съпругата му Витория дела Ровере (* 1622 † 1694), принцеса от Херцогство Урбино. Негови дядо и баба по бащина линия са Козимо II де Медичи, велик херцог на Тоскана, и на Мария Магдалена Австрийска, а по майчина – Федерико Убалдо дела Ровере, херцог на Урбино (1621 – 1623), и Клавдия де Медичи, принцеса от род Медичи, чрез бракове херцогиня на Урбино и ерцхерцогиня на Предна Австрия, и графиня на Тирол (1632 – 1646), регентка (1632 – 1646) на нейния син Фердинанд Карл. Има двама братя и една сестра:
- Козимо (* 1639 † 1639), велик принц на Тоскана
- Сестра († 1640 при раждане)
- Франческо Мария (* 1660 † 1711), кардинал, херцог на Ровере и Монтефелтро, съпруг на Елеонора Луиза Гонзага.

## Управление

### Младежки години

#### Престолонаследник
Образованието му предизвика остри спорове между родителите: бащата иска да даде на детето научно образование, а майката – строго религиозно образование. Надделява майката, която назначава за настойник на младия принц сиенския теолог Волумио Бандинели, който силно повлиява на характера на младия мъж, като му внушава силна религиозна вяра.
В юношеството си Козимо не презира дейностите на открито, като лова, до степен че чичо му Джован Карло де Медичи в писмо до брат си Великия херцог съобщава, че „младият принц [е] убил гъска във въздуха", а посланикът на Лука подчертава, че Козимо на единадесет години е убил седем диви прасета с четири изстрела. Като навършва зряла възраст обаче, той предпочита да избягва всички младежки забавления, за да се посвети само на религиозни практики, поклонения и религиозно пеене. Въпреки това той не е напълно имунизиран срещу научните интереси, които характеризират целия велик херцогски клон на Медичите. По-специално той е привлечен от естествените науки, особено зоологията и ботаниката. Покровителства доктора Франческо Реди и във вилите си извън града се наслаждава на колекционирането на редки ботанически видове и животни, често от далечни земи, с особено внимание, характерно за XVII век, към ужасното и гротескното, като събиране на деформирани животни или растения. От друга страна на Козимо III се дължи патронажът за основаването на Флорентинското ботаническо дружество, ръководено от Пиер Антонио Микели. Част от колекциите му сега се съхраняват в Националния музей по антропология и етнология във Флоренция, докато живописни или архитектурни следи от колекциите му остават във вилите на Медичите в Топая и Амброджана.

#### Труден брак
През 1657 г. великият херцог Фердинанд II започва проучвания на европейските дворове, за да намери булка за сина си с надеждата, че това може да го отвлече от уединения му начин на живот. След много дълги преговори и дипломатически маневри, които виждат като главни герои кардинал Джулио Мазарини и кардинал Пиеро Бонси, тоскански свещеник, живеещ в Париж, е избрана Маргарита Луиза Орлеанска, братовчедка на крал Луи XIV.
На 17 април 1661 г. Маргарита Луиза се омъжва за Козимо чрез пълномощник в двореца Лувър в Париж. Тя среща съпруга си за първи път, въпреки че се възстановява от морбили, на 12 юни, доплавайки до Ливорно: срещата между двамата е доста студена и принцесата предпочита да отиде във Флоренция, където прави триумфалното си влизане на 20 юни и където получава от свекъра си, като сватбен подарък, перла „с размер на малко гълъбово яйце“. Единственият истински облагодетелстван от брака е Бонси, който е назначен за епископ на Безие и след това за кардинал като благодарност за усилията му. От първата им среща отношенията между двамата съпрузи са лоши. Ситуацията се влошава, когато Маргарита Луиза, след като иска бижутата на Короната на Тоскана за лична употреба, получава отказ от Козимо по обвинение в алчност. Начинът на живот на принцесата, свикнала с помпозността и лекомислието на парижкия двор, не подхожда на строгия и религиозен тоскански двор, чиято хазна е изтощена от разходите по войната с Кастро дотолкова, че Великият херцог Фердинандо след края на конфликта не успява редовно да плаща на ангажираните войници.
Въпреки постоянните кавги на 9 август 1663 г. Маргарита Луиза ражда престолонаследника Фердинандо де Медичи и това носи само моментно облекчение на семейната ситуация. Луи XIV изпраща херцога на Сен Мем във Флоренция, на когото принцесата доверява желанието си да се върне във Франция, намирайки подкрепа за намеренията си в посредника. Всеки опит за разрешаване на споровете със съпруга ѝ се проваля, също и защото принцесата никога не пропуска възможност да унижи публично Козимо, до степен да наема само френски готвачи от страх, че Медичите искат да я отровят.
През септември 1664 г. Маргарита Луиза изоставя апартаментите си в Палацо Пити за вилата на Медичите „Лапеджи“, последвана от ескорт от 70 войници, 200 придворни и 69 придворни дами. През 1666 г. тя се помирява със съпруга си и през 1667 г. ражда Анна Мария Луиза, бъдеща пфалцграфиня. Деликатното сближаване между Маргарита Луиза и останалата част от семейството на Великото херцогство се срива след раждането, когато момиченцето се заразява с едра шарка и бива обвинена от съпруга си грубо за всичките проблеми.

#### Пътешествия в Европа
В опит да разреши семейни спорове, великият херцог Фердинандо II насърчава Козимо да напусне Флоренция, за да направи дълга обиколка на европейските дворове: на 28 октомври 1667 г. той пристига в Тирол с леля си Анна де Медичи, ерцхерцогиня на Австрия. След това пътува по поречието на Рейн до Амстердам – града, в който получава почит от артистичната общност и където се среща с Рембранд. Накрая, от Амстердам, Козимо пътува до Хамбург, за да се срещне с Кристина Шведска. Той се завръща във Флоренция през май 1668 г.
Въпреки че пътуването помага за повдигането на настроението на Козимо, то не успява да тушира разногласията с жена му. Така с разрешението на баща си Козимо заминава отново през септември 1668 г. При това второ пътуване принцът посещава Испания, чийто суверен Карлос II го приема на частна аудиенция. През януари на следващата година той пристига в Португалия, откъдето отплава за Англия.
В Англия принцът посещава университетите в Оксфорд и Кеймбридж, получава почестите за протекцията, предоставена от баща му на Галилео Галилей, среща Чарлз II от Англия и Самюъл Пийпс, който го описва като „много весел и очарователен“ и накрая, на връщане, той се представя на Луи XIV, на тъща си Маргарита Лотарингска и на балдъзата си Елизабета Бурбон-Орлеанска, която пише за него: „Той говореше много добре по всяка тема и бе запознат с начина на живот на всеки двор в Европа: в този на Франция той никога не направи нито една грешка... След като го видях, ме убеди, че у Маргарита е грешката, че никога не се е разбирала с него“.
След тази дълга поредица от представителни пътувания младият Козимо се завръща във Флоренция на 1 ноември 1669 г.

### Управление

#### Начални години
Баща му Фердинандо II умира от инсулт на 23 май 1670 г. Смъртта му предизвика ожесточена борба между новата велика херцогиня Маргарита Луиза и майката на Козимо III Витория Дела Ровере за участие във властта. Козимо, много отдаден на майка си, разрешава спора, като ѝ дава много прерогативи са сметка на Маргарита Луиза.
В първите години Козимо III управлява с голяма жар: той прилага политика на ограничаване на разходите, за да избегне фалит, позволява на поданиците си да подават петиции за арбитраж при спорове и се опитва да реформира публичната администрация на Великото херцогство.
През 1675 г., по волята на Великия херцог, е създадена Депутацията за реформа на магистратите, съставена от някои от главните велики херцогски служители, като Емилио Лучи и Франческо Ферони, с цел възстановяване на най-важните магистратури на държавата. През 1680 г., по предложение на същата депутация, е създадено Наказателното колело – наказателен съд, съставен изключително от юрисконсулти, чиито отговорности се припокриват с тези на традиционната и по-древна градска магистратура на Ото ди Гуардия е Балия. Този интерес на Великия херцог обаче не трае дълго, тъй като Козимо III предпочита да се върне към обичайните си религиозни практики и делегира повечето от държавните дела на майка си и на Таен съвет.
В същото време отношенията между Витория дела Ровере и Маргарита Луиза се влошават още повече, тъй като Маргарита се чувства откъсната от всякакво политическо влияние и се възмущава от честите намеси на свекърва си в образованието на младия княз Фердинандо. Въпреки това Козимо отново се помирява със съпругата си, която на първата годишнина от смъртта на баща му му ражда син Джан Гастоне.

#### Заминаването на Маргарита Луиза
Преоткритият брачен мир обаче е краткотраен, тъй като скоро постоянната намеса на Витория дела Ровере изчерпва търпението на Маргарита Луиза до такава степен, че през януари 1672 г. тя се престорва на болна. След това крал Луи XIV изпраща Алио Стари, личен лекар на майка му Анна Австрийска, в Тоскана, за да посети принцесата и да се опита да намери ново помирение със съпруга ѝ. Лекарят, за разлика от херцога на Сан Мем, отказва на желанието на Маргарита Луиза да бъде поканена във Франция, за да се подложи на термични процедури, тъй като разбира, че това е трик тя да може да се измъкне от Флоренция, и успява да убеди Козимо III да даде на съпругата вилата на Медичите в Пратолино като резиденция поне за няколко месеца.
След почти година Козимо нарежда на жена си да се върне във Флоренция, но тя отказва и със силен натиск получава правото да живее във вилата в Поджо а Каяно, макар че Великият херцог налага постоянен ескорт от четирима войници и нарежда да залостят врати и прозорци, за да ѝ попречат да избяга.
На 26 декември 1674 г., след като се проваля на всички опити за помирение, Козимо III приема желанието на съпругата си да се премести за постоянно в манастира Монмартър в Париж, като ѝ дава титлата на кралско височество и пенсия от 80 000 ливри. Великата херцогиня напусна Тоскана през юни 1675 г., след като ограбва всички ценни предмети от вилата в Поджо а Каяно, без да липсва особено на поданиците си и на съпруга си, който се обръща към удоволствията от храната: „Той искаше угоените му скопени петли да бъдат претегляни на масата и ако чифт от тях не тежеше по правило двайсет фунта, нареждаше да ги отнесат, сякаш го бяха оскърбили лично. Неговите екзотични сладкиши биваха напоявани с охладени в снега ликьори. При този режим той скоро стана непропорционално дебел и впоследствие започна да страда. За да отслабне, той бе посъветван да приема лекарства, които го влошиха, тъй като краката му започнаха да поддават под тялото му.“
Във връзка с неговата лакомия легендата разказва, че тирамисуто е създадено от сиенски сладкари по случай посещението на Козимо III в техния град – епизод, от който тирамисуто също получава прозвището „херцогска супа“.

#### Религиозни гонения и наследство на Карл V Лотарингски
Когато съпругата му го напуска, вниманието на Великия херцог се насочва към еврейската общност в Тоскана, особено многобройна в Ливорно. Въпреки несъмнените услуги, които евреите правят за икономиката на Великия херцог, Козимо III обнародва закони, които забраняват смесените съюзи, сексуални отношения между евреи и християни и им попречва да работят с еврейски семейства. За нарушителите се налага глоба от петдесет крони като наказание и ако субектът не може да изпълни плащането, глобата се заменя с мъчения или четири месеца затвор. През следващите години към този закон са добавени множество антисемитски наредби, сред които е необходимо да се припомнят законите от 16 юни 1679 г. и 12 декември 1680 г., които забраняват съответно на евреите да посещават християнски проститутки и на християните – еврейски.
Не само евреите са жертви на усърдието на Великия херцог: по негова заповед статуите на Бачо Бандинели, изобразяващи голите Адам и Ева, считани за порнографски, са премахнати от олтара на Флорентинската катедрала, докато от баптистерия на Сан Джовани, Великият херцог нарежда да бъдат премахнати мечът и шлемът на Гулиелмино Убертини, епископът-войн от епархията на Арецо, който загива в битката при Кампалдино през 1289 г., считайки, че е неуместно един епископ да се е посветил на война.
Към забраните е добавен вечерен час, премахването на древния празник Календимаджо и по-строги и ограничителни правила, за да се смаже бичът на проституцията, незаконните любовни връзки и содомията. И накрая, за да накаже престъпленията срещу обществения морал, Великият херцог създава Службата за обществено благоприличие – специален съд с правомощието да налага наказания на мъже и жени, вариращи от бичуване за по-леки случаи до лишаване от свобода, докато нарушителите не се съгласят да се покае и да влезе в манастир.
Хипохондрията и набожността на Великия херцог нямат граници и влиянието на духовенството нараства все повече и повече: Козимо III, всъщност напълно отхвърляйки светската и толерантна политика на своите предци, засилва правомощията и компетенциите на религиозните трибунали и решава да покани във Великото херцогство йезуитите, които набързо монополизират образователната система. Целият граждански живот „се сведе до чудовищна пародия на монашеския живот: общностен живот, в който свободата на действие, мисъл, мнение, привързаност, навик е забранена или регулирана от едикти и инквизиторски методи“.
През 1678 г. възниква въпросът за наследството на Херцогство Лотарингия, чийто овдовял херцог Карл V няма потомци. Козимо III се възползва от възможността да предяви претенциите за синовете си. Всъщност тези права произтичат от факта, че Маргарита Луиза е дъщеря на лотарингска принцеса и е оставила очакванията си на най-големия си син Фердинанд. След това Козимо се опитва да спонсорира международното признание на сина си, но не получава никакви резултати, тъй като император Леополд I, страхувайки се, че херцогството може да се върне под френско влияние, се противопоставя на наследяването на Фердинандо. На следващата година Карл V, който се жени повторно, има син, Леополд Лотарингки, и въпросът е окончателно решен.

#### Период 1679 – 1689 г.
Въпреки че Маргарита Луиза напуска, нейното поведение остава една от основните грижи на съпруга ѝ, на когото тя досажда с постоянни искания за пари, за да си гарантира фриволния начин на живот, който във Флоренция Великият херцог ненавижда.
През януари 1680 г. игуменката на Монмартър моли Козимо III да финансира изграждането на резервоар за вода. Всъщност Маргарита Луиза поставя кучето си в кошница близо до огъня. С това си поведение обаче един ден тя предизвиква пожар и вместо да извика сестрите си да гасят, тя ги призовава да бягат, за да спасят живота си. Фактът, който сам по себе си е маловажен, обаче е направен по-сериозен, тъй като в предишни случаи Маргарита Луиза изрично е заявила, че иска да опожари манастира.
През лятото на същата година Козимо III получава новината, че Великата херцогиня е била видяна да се къпе гола в река, което предизвиква голям скандал. Разярен, Козимо се обръща директно към Луи XIV. Кралят на Франция обаче отказва да се намеси и пише на Великия херцог, че вече няма право да се намесва в поведението на съпругата си, след като се е съгласил тя да се оттегли във Франция. След като прочита писмото, Козимо се чувства зле и само способността на личния му лекар Франческо Реди, който категорично му забранява да проявява повече интерес към живота на Маргарита Луиза, му позволява да се възстанови.
През 1684 г. император Леополд I поисква намесата на Велико херцогство Тоскана във войната срещу турците, като след известно колебание получава положителен отговор, който довежда до присъединяването на Великото херцогство към Свещената лига и огромни доставки на муниции и продоволствия. Въпреки че победата при обсадата на Виена зарадва Великия херцог, той пише, че “много скандали и безредици продължават да се случват по въпроса за плътските отношения между евреи и християнки, тъй като те позволяват децата им да бъдат кърмени от християнски кърмачки". Козимо налага, че тази практика е възможна само със специално разрешение, дадено от правителството и решава да увеличи броя на публичните екзекуции до шест на ден.
Последните години на XVII век виждат преплитането на френетичните преговори между Козимо III и различните европейски дворове с цел организиране на политически изгодни бракове за укрепване на престижа на семейството: понеже Франческо Мария, брат на Великия херцог, е кардинал, е обърнато внимание на първородния син Фердинандо. През 1686 г. Козимо III свежда възможните брачни избори за сина до две жени: Изабела Луиза от Браганса или Виоланта Беатрикс Баварска. Козимо избира първата и подписва договор, чиито условия са Фердинанд и Изабела Луиза да живеят в Лисабон; ако Педру II Португалския не остави наследници, Изабела ще да го наследи с Фердинанд като крал-консорт, след като се отказва от претенциите си към Велико херцогство на Тоскана; и накрая, ако Козимо, Джан Гастоне и Франческо Мария умрат без мъжки наследници, Тоскана ще остане в династичен съюз с Португалия. Фердинандо обаче, с пълната подкрепа на чичо си Луи XIV, отхвърля проекта. След това Козимо III се насочва към Виоланта Беатрис Баварска, за да укрепи връзките с Франция, чийто верен съюзник е Бавария. Преговорите са сложни, тъй като Фердинандо Мария Баварски, баща на булката, е загубил доста пари в грешна инвестиция, за която великият херцог Фердинандо II, баща на Козимо III, го е посъветвал, и Козимо е принуден да приеме доста малка сватбена зестра, за да компенсира нанесените щети.

#### Желана титла
Сред различните слабости на великия херцог една от най-обсебващите е тази за получаване на т. нар. „кралско третиране“, което се състои почти изключително във факта, че той или неговите посланици вече няма да трябва да свалят шапки пред другите суверени. За да се постигне целта, са използвани огромни средства за развлечения и когато през юни 1689 г. Виктор Амадей II Савойски, въпреки че е само херцог, получи титлата от Испания и Свещената Римска империя, Козимо III превръща това в истинска мания, изпращайки писма до всички дворове в Европа, за да възрази, че в италианската йерархия Великият херцог на Тоскана винаги е бил смятан за по-висш от Савойския херцог.
В други писма, адресирани до император Леополд I, Козимо III припомня финансовата и военна помощ за империята, и императорът, загрижен да избегне търкания с Великия херцог, му предлага да ожени дъщеря си Анна Мария Луиза за пфалцграф Йохан Вилхелм фон дер Пфалц. Влиянието на пфалцграфа сред другите германски принцове е достатъчно, за да гарантира на Козимо III, две години по-късно, титлата Негово кралско височество Най-светлейшият велик херцог на Тоскана.

#### Период 1691 – 1694 г.
Бракът на принцеса Анна Мария Луиза компрометира отношенията с Луи XIV, тъй като съпругът на принцесата е един от най-омразните врагове на краля.
На 9 октомври 1691 г. Франция, Англия, Испания и Съединените провинции, като част от Деветгодишната война, гарантират неутралитета на тосканското пристанище Ливорно, но императорът, който се опитва да получи от Козимо III неговото феодални права върху Корсика, му нарежда да се съюзи с Австрия. Великият херцог отговаря, че ако го направи, Франция ще изпрати флота от Тулон, за да окупира държавата му. Леополд I приема това извинение и за да попречи на Козимо III да се придвижи към Франция, се ограничава до иска само незначителните и неоспорими хонорари като военни вноски. Разрешавайки тези проблеми, Козимо III допълнително затяга и без това твърдите норми за обществения морал и по отношение на вече постановените санкции решава да увеличи глобите.
Фанатизмът му съвпадна с нова вълна от данъци, която води Тоскана до фаза на икономическа стагнация, причинена от втвърдяването на корпорациите и търговските мита: една бала вълна, например, по пътя си от Ливорно до Кортона трябва да премине през десет вътрешни митници, всяка с различно мито. Това повишава разходите за внос и особено износ, унищожавайки процъфтяващото някога производство и селско стопанство. Великият херцог обаче не се справя с тази извънредна ситуация и предпочита да надзирава Службата за благоприличие: присъдите са допълнително увеличени и затворът Стинке се препълва. В този затвор осъдените или задържаните проститутки изнемогват в продължение на години с малко храна, ако не могат да си позволят наложените глоби, нито са налични разрешителни или освобождавания, с изключение на онези, които са в състояние да плащат много голямата сума от шест крони на месец.
За разлика от интересите на своите предци Козимо III губи интерес към университетите и висшето образование и решава да възстанови закона, вече в сила по времето на малолетието на Фердинанд II и отменен от него, който забранява на учениците да посещават училище извън Тоскана, като по този начин засилва монопола на йезуитите. Един съвременник пише, че нито един човек във Флоренция не може да чете или пише на старогръцки, в рязък контраст с господарите на Флорентинската република.
Други тревоги са прибавени към моралните: Фердинандо и Виоланта, въпреки че са женени повече от пет години, нямат деца. Великият херцог се опита да отговори на този проблем, като налага специални дни на преданост и заповядва издигането на колона на плодородието – жест, който предизвиква народни подигравки. Този брак не позволява щастлив съюз.
През 1694 г. майка му Витория дела Ровере умира: нейните активи, херцогствата Монтефелтро и дела Ровере, наследени от нейния дядо, херцога на Урбино, са предоставени на най-малкия ѝ син Франческо Мария де Медичи.
Страхувайки се, че Фердинандо няма да може да създаде потомство, Козимо III решава да ожени третия си син Джан Гастоне, известен като хомосексуалист, за германска принцеса Анна Мария Франциска фон Сакс-Лауенбург, богата наследница на Херцогство Сакс-Лауенбург. Двамата се женят на 2 юли 1697 г., но несъвместимостта на съпрузите означава, че Джан Гастоне веднага се насочва към мъжки компании, преди да изостави жена си и да се върне във Флоренция през 1708 г.

#### Начало на XVIII век
XVII век не завършва добре за Великия херцог: той няма внуци, Франция и Испания не признават титлата му на кралско височество и Херцогът на Лотарингия се обявява за крал на Йерусалим без никаква опозиция. През май 1700 г. Козимо III започва поклонение в Рим и папа Инокентий XII, след много настояване, му дава чисто почетната титла „каноник на Сан Джовани ин Латерано“ Зарадван от топлото посрещане на народа, Козимо напусна Рим с частица от червата на Свети Франциск Ксаверий.
На 1 ноември 1700 г. смъртта на Карл II от Испания без наследник предизвиква избухването на Войната за испанското наследство, която включва всички европейски сили, разделени на две големи коалиции – едната водена от Франция, а другата от Австрия. Тоскана остава неутрална и Козим, понеже френската победа изглежда по-вероятна в началото, признава Филип, херцог на Анжу, за крал на Испания, получавайки в замяна инвеститурата на феода Сиена и признаването на титлата на кралско височество.
Междувременно синът му Джан Гастоне прахосва парите си в Бохемия и Великият херцог, разтревожен, изпраща един от своите съветници, маркиз Ринучини, да провери дълговете на принца, откривайки, че сред кредиторите е и архиепископът на Прага и Ян Йозеф, граф на Бройнер. В опит да отдалечи принца от разгулния живот Ринучини се опитва да принуди Анна Мария Франциска да се премести във Флоренция, където Джан Гастоне би искал да се върне. Тя обаче отказва, също и защото нейният изповедник, надявайки се да я задържи в Бохемия, ѝ напомня за подозрителната кончина на Леонора Алварес де Толедо и Изабела де Медичи.

### Проблем с наследяването
През последните си години вярата на Козимо III става още по-силна: той посещава манастира Сан Марко всеки ден, дотолкова че един съвременник пише, че „Великият херцог познава всички монаси от Сан Марко поне на външен вид“. По отношение на това през 1719 г. самият Козимо III потвърждава, че Бог го е помолил „да повери Великото херцогство на управлението и абсолютното владение на най-славния свети Йосиф“.
През 1705 г. смъртта на Леополд I поставя младия Йосиф I на императорския трон. Йосиф, след благоприятния изход от обсадата на Торино, която променя съдбата на войната на италианския фронт в полза на Австрия, решава да изпрати пратеник във Флоренция, за да събере феодални такси, възлизащи на прекомерната сума от 300 000 дублона, и да принуди неутралния Козимо III да признае претенциите на неговия брат, ерцхерцог Карл VI, за испанския трон. Козимо, неспособен да устои на подобно искане и в същото време страхуващ се от френска морска намеса срещу него, избира да плати част от сумата, но отказва да признае ерцхерцог Карл за крал на Испания. Той също е длъжен да настани австрийските войски под командването на принц Евгений Савойски, които са тръгнали да завладяват Неаполското кралство.
Междувременно здравето на престолонаследника Фердинандо, който е неизлечимо болен от сифилис, се влошава до такава степен, че той дори не може да разпознае баща си. Козимо III, унищожен от болка и осъзнаващ конкретната опасност от изчезване на династията, моли за помощта папа Климент XI, за да убеди снаха му Анна Мария Франциска да се премести във Флоренция със сина му Джан Гастоне. Папата изпраща архиепископа на Прага да я смъмри, но той не успява, а Великият херцог в писмо до дъщеря си, цитирайки собствената си сложна брачна история като пример, добавя, че не си е бил направил ни най-малко труда да търси помирение.
Към династичния проблем се добавя и опасността от фалит поради изплащанията на император Йосиф I. Тази опасност е засвидетелствана от някои писма на Великия херцог до дъщеря му: „Мога да ви кажа сега, в случай че не сте информирани, че ние нямаме пари във Флоренция“, добавяйки, че „две или три четвърти от моята пенсия са изпаднали в просрочване“. През 1708 г. синът му Джан Гастоне се завръща в Тоскана без съпругата си. Императорът, предвиждайки невъзможността да се родят наследници от дъщерята на Козимо Анна Мария Луиза, започва да обмисля военното окупиране на Тоскана.
Козимо III, в опит да избегне изчезването на семейството, принуждава брат си Франческо Мария де Медичи да напусне кардиналския пост и да се ожени, въпреки напредналата си възраст и лошото си здраве, за много младата принцеса Елеонора Луиза Гондзага, с надеждата да има наследник. Опитът се проваля, както поради първоначалната съпротива на принцесата да консумира брака, по-късно спечелена с ласкателства и заплахи, така и поради внезапната смърт на Франческо Мария, което се случва само две години по-късно.
Без наследници и неспособен да наследи другите клонове на фамилията, изключени от наследството с непроменим акт на Козимо I, Великият херцог отчаяно се опитва да предотврати попадането на Тоскана в чужди ръце и замисля възстановяването на Флорентинската република. Колкото и гениален да е проектът, той среща много препятствия: Флоренция е номинално имперски феод, а Сиена е получена от Карл V, следователно би било необходимо съгласието на Испания и на императора. Първоначално проектът върви към успех: посланникът маркиз Ринучини прави възможно да се убедят британското и нидерландското правителства, страхуващи се от властта на Хабсбургите, да дадат съгласието си за проекта, но разяснението на Козимо III, че републиката би била одобрена само с напълното изчезване на Медичите и смъртта на Йосиф I, води до провал на преговорите, които би трябвало да бъдат одобрени на конференцията в Гретруденберг.
Когато Йосиф I умира, неговият брат Карл VI, вече претендиращ за трона на Мадрид, приема публична среща с пфалцграфинята през декември 1711 г. Срещата завършва с твърдението, че няма възражения срещу неговото наследяване, при условие че след смъртта му Великото херцогство премине към императора или към член на Хабсбургите. Предложението е отхвърлено от заинтересованата страна, както и от възмутения Козимо III, на когото обаче не му остава нищо друго, освен да чака резултатите от договорите от Утрехт и Ращат.
На 30 октомври 1713 г. Козимо погребва престолонаследника Фердинандо, а на 26 ноември депозира законопроект в Сената от четиридесет и осемте – номиналният законодател на Тоскана, за да гарантира на дъщеря му правото на наследяване в случай на преждевременната смърт на сина му Джан Гастоне. Единодушното одобрение на искането вбесява Карл VI, който отговаря, че тъй като Великото херцогство е имперски феод, само императорът има прерогативите да избира наследник в случай на пълно изчезване на династията, докато Елизабета Фарнезе, втора съпруга на Филип V от Испания и наследница на Херцогство Парма, претендира за правото на наследство на Медичите, тъй като е правнучка на Маргарита де Медичи.
През май 1716 г. императорът уверява пфалцграфинята и Великия херцог, че няма непреодолима пречка за наследяването на Анна Мария Луиза, но добавя, че Австрия и Тоскана трябва скоро да постигнат споразумение за наследника ѝ и като стимул предлага териториални аванси.
През юни 1717 г. Козимо III, с подкрепата на императора, определя Дом Есте за наследник на Медичите, постановявайки, че Анна Мария ще бъде наследена от херцог Риналдо д'Есте, съюзник и роднина на императора, като в крайна сметка дава живот на династичен съюз между Велико херцогство Тоскана и Херцогство Модена. Въпреки това през 1718 г. между Великобритания, Франция и Холандия се сформира международна антииспанска коалиция, към която по-късно се присъединява и императорът, който чрез Лондонския договор от 2 август 1718 г. (известен също като Четворния съюз), за да постигне компромис с Испания, изготвя „план за умиротворяване, засягащ наследяването на Тоскана и Парма“, чрез който е постановено, че Джан Гастоне ще бъде наследен от Дон Карлос де Борбон, най-големият син на Изабела Фарнезе и Филип V от Испания, пренебрегвайки правата на Анна Мария Луиза. Службите в европейските дворове на пратеника на Великия херцог, маркиз Нери Корсини, са безрезултатни, тъй като той напразно се опитва да спечели Великобритания за каузата на независимостта на Тоскана, твърдейки, че отстъпването на Великото херцогство на Испания или Австрия би застрашило италианския и европейския баланс, както и значителните британски интереси в пристанището на Ливорно. Като потвърждение на факта, че досега тосканският въпрос е само в ръцете на великите сили, на Козимо III не е изпратено дори официално съобщение за решеното.
През юни 1717 г. Йохан Вилхелм фон Пфалц умира и Анна Мария Луиза се завръща във Флоренция, носейки със себе си много ценни предмети, които, макар и отчасти, облекчават катастрофалното състояние на финансите на Великия херцог. След това Козимо III назначава Виоланта Беатрикс Баварска, вдовица на престолонаследника Фердинандо, за губернаторка на Сиена, за да предотврати това взаимната вражда с нейната дъщеря, пфалцграфинята, да ескалира в открита борба, но не успява в това. Този и още един епизод (злополука на лов, при която Великият херцог случайно убива графа на Сан Криспино), натежава на възрастния Козимо III, който е толкова шокиран, че иска да бъде съден от рицарите от Ордена на Свети Стефан. Накрая, през септември 1721 г. дъщеря му Маргарита Луиза също умира, почетена от Великия херцог с тържествена меса.
Дипломатическата мисия на Нери Корсини на конгреса в Камбре през 1720 – 1722 г. води до нов провал. След като се включва в безполезна битка с Империята, водена с историко-юридически писания за суверенитета на Тоскана, през 1723 г. Корсини няма друг избор, освен да регистрира официален протест от името на Великия херцог в работата на конгреса, напълно игнориран от великите сили. Наследяването на Карлос де Бурбон като феодал на императора е потвърдено, а след това е допълнително препотвърдено от Виенския договор от 1725 г.

### Смърт
На 22 септември 1723 г. Великият херцог изживява два часа в агония в пристъп на тремор. До леглото му са папският нунций и архиепископът на Пиза, които казват: „Този принц не се нуждаеше от малко помощ, за да умре добре, защото през целия си дълъг живот той е изучавал и се е грижил за (начина) да подготви се за смъртта“. На 25 октомври 1723 г., шест дни преди смъртта си, Козимо III издава прокламация, в която се твърди, че Тоскана ще остане независима, Анна Мария Луиза ще получи наследството след неговата смърт и това на брат си и че ще има правото да приеме законен наследник. Тази прокламация е напълно игнорирана от европейските сили и на 31 октомври Козимо III умира на 81-годишна възраст. Погребан е в базиликата Сан Лоренцо във Флоренция.
За последните му мигове италианските историци Индро Монтанели и Роберто Джервазо пишат:
| „ | На смъртния си одър той поиска прошка от хората не за лошото си управление, а за лошия пример, който даде, и им препоръча да ходят на църква и да се изповядват по-често, отколкото той, който не бе направил нищо друго. Тъй като не успя да попречи на Джан Гастоне, а не на Лудовика [това е името, което Анна Мария Луиза приема като принцеса пфалцграфиня] да го наследи, както би искал, тъй като династичният закон му пречеше да направи това, през последните няколко дни той го бе привлякъл като регент, но до последно искаше да види и да подпише всичко лично. За привързаност към дълга и безстрашие пред лицето на смъртта той бе на нивото на Филип II, на когото приличаше малко, много малко. И той завърши като крал, този, който през живота си бе жадувал толкова много, без никога да успява | “ |

През 1857 г., по време на първоначално проучване на телата на Медичи, тялото му е открито, както следва: „… превърнат в скелет, увит в чаршаф от черна коприна. Той е облечен в плащ на Ордена на Свети Стефан, лицето му е покрито с кадифена качулка... отстрани рапира, а на черепа му кралска медна корона, която някога е била позлатена. Близо до главата бе намерен голям златен медал, подобен на друг, който бе поставен на гърдите... Близо до главата също имаше в оловна тръба друг надпис, написан на пергамент...“

## Наследство
Козимо III оставя Тоскана като една от най-бедните страни в Европа: държавната хазна е напълно празна, хората са уморени от религиозен фанатизъм, държавата не е нищо повече от пешка на европейската политическа шахматна дъска, армията наброява само 2500 войници, някои от които са немощни и над 80-годишни, флотата е сведена до две галери с екипаж от 132 моряци. Сред неговите разпоредби обаче е важен едиктът от 24 септември 1716 г., с който са определени границите на четирите винарски региона (Кианти, Помино, Карминяно и Вал д'Арно ди Сопра) и реорганизацията на семейните колекции.
Неговият син Джан Гастоне го наследява, който отменя законите за преследване, уволнява свещениците, намалява блясъка на двора и тежестта на данъчния служител, давайки на Тоскана да подиша, но без да може да подкрепи нейната независимост. След смъртта на Джан Гастоне през 1737 г. мъжкият клон на Медичите изчезва и по силата на отказа на Карлос III де Бурбон на трона се възкачва Франц Стефан Лотарингски, внук на онзи Карл V, когото Козимо през 1679 г., се е надявал да бъде наследен от един от синовете си.

## Козимо III и науката
При неговото царуване постепенно намалява насърчаването на научно-философската традиция на Галилей. Тази променена нагласа отдавна се смята за следствие от влиянието, упражнено върху Великия херцог от фанатичните съветници, които тласкат Великия херцог да педприеме мерки срещу преподаването на демократическата и епикурейската философия в Пизанския университет, като също така обявява Галилеевата наука за незаконна.

## Брак и потомство
∞ 20 юни 1661 за Маргарита Луиза Бурбон-Орлеанска (* 28 юли 1645, † 17 септември 1721), дъщеря на херцог Гастон Орлеански, третият син на Анри IV и на Мария де Медичи. Те се развеждат през 1675 г. Двамата имат двама сина и една дъщеря:
- Фердинандо де Медичи (* 9 август 1663, Флоренция; † 31 октомври 1713, Флоренция), ∞ 19 януари 1689 за Виоланта Беатрикс Баварска (* 23 януари 1673, † 29 май 1731), дъщеря на курфюрст Фердинанд Мария Баварски
- Анна Мария Луиза де Медичи (* 11 август 1667, Флоренция; † 18 февруари 1743, Флоренция), ∞ 5 юни 1691 за курфюрст Йохан Вилхелм фон Пфалц
- Джан Гастоне де Медичи (* 24 или 25 май 1671, Флоренция; † 9 юли 1737, Флоренция), 7-и Велик херцог на Тоскана (1723 – 1737), последен велик херцог от Дом Медичи; ∞ 2 юли 1697 за Анна Мария Франциска (* 13 юни 1672, † 15 октомври 1741), дъщеря на херцог Юлий Франц от Саксония-Лауенбург.

Козимо III не е в добри отношения с най-големия си син Фердинандо: твърдият му и фанатичен характер всъщност не пасва добре на причудливия и разпуснат характер на сина му, а нещастният брак с баварската принцеса Виоланта Беатрикс със сигурност не допринася за подобряване на отношенията му с баща му. Фердинандо умира от сифилис, заразен по време на престой във Венеция.
Втората дъщеря Анна Мария Луиза, от друга страна, е любимката му и единствената, която споделя усърдието и твърдото му религиозно благочестие; тя се омъжва за пфалцграф Йохан Вилхелм, но и тя няма наследници. Джан Гастоне, най-малкият, меланхоличен и апатичен, наследява баща си, чиито методи на управление и двор той презира, но и той няма наследници.
- Маргарита Луиза Орлеанска,
 съпруга
- Фердинандо,
 син
- Анна Мария Луиза,
 дъщеря
- Джан Гастоне,
 син